# Cierva W.9
Cierva W.9 byl britský experimentální vrtulník s třílistým rotorem a výtokovým systémem na konci trupu vyrovnávající kroutící moment hlavního rotoru, neměl tedy vyrovnávací ocasní rotor. Vzduch z ventilátoru ochlazující motor byl odváděn vnitřkem trupu a zahříván výfukovými plyny a poté vyfukován ven otvorem na levém boku v zadní části trupu. Dvě horizontální uzávěrky ovládaly proud vycházejícího vzduchu.
W.9 byl předváděn na 7. airshow ve Farnborough v roce 1946 a na letecké přehlídce Southampton Air Display. V roce 1946 byl zničen při nehodě a projekt byl ukončen. Část hlavice rotoru se použila v prototypu vrtulníku Cierva W.14 Skeeter.

## Specifikace
Data z magazínu Flight.

### Technické údaje
- Posádka: 2
- Délka:[pozn. 1] 11 m
- Výška:[pozn. 2] 3,0 m
- Průměr rotoru: 10,97 m
- Vzletová hmotnost: 1 200 kg
- Pohonná jednotka: 1× vzduchem chlazený šestiválcový řadový motor de Havilland Gipsy Queen 31
- Výkon pohonné jednotky: 153 kW